# Penélope Menchaca
Penélope Menchaca (6 de septiembre de 1968) es una conductora de televisión y actriz y cantante mexicana. Es conocida por conducir el programa de televisión 12 Corazones, de la cadena Telemundo.

## Primeros años
Es hija de Dolores Menchaca, directora del Ballet Folclórico del Estado de México. A los 14, se unió al Ballet de México y viajó por el mundo como bailarina. Perteneció al grupo musical llamado Las Nenas a los 19 años junto con sus hermanas Soraya y Vanessa y la también conductora de televisión Anayanssi Moreno, desarrollándose como cantante por más de 10 años de carrera musical.

## Carrera profesional
En 1999, viajó por los Estados Unidos, estuvo en el canal 62 de la televisora de Los Ángeles TV, la cual realizó una presentación por la tarde, tiempo después quisieron a Penélope Menchaca como conductora. Después de negociaciones por el Canal televisivo 62, ella se separó de Las Nenas y se mudó con sus dos hijas a vivir dentro de Los Ángeles, California y fue conductora de espectáculos en vivo de Los Ángeles. 
Durante cinco años de ser conductora comenzó a entrevistar a distintas personalidades del espectáculo como Chayanne, David Copperfield, John Leguizamo, Lupillo Rivera, Jenni Rivera y Adan Sánchez en su primera aparición en televisión. 
En 2004 firmó contrato con la cadena Internacional Telemundo para trabajar como conductora del programa 12 corazones.
En julio de 2009 Menchaca escribe su libro "El arte del cuchiplancheo", una guía práctica sobre sexualidad.
En agosto del mismo año viaja a México para hacer 12 Corazones: Rumbo al altar mexicanos con Telemundo en coproducción con Televisa.
En 2010 Penélope tuvo un programa de entrevistas en Telemundo el cual llevó por nombre Confidencias con Penélope donde entrevistó a actores y cantantes internacionales, es una producción de Televisa y Telemundo.
Condujo el programa matutino "¡Levántate!" para Telemundo y en 2012 forma parte del jurado del programa de talentos de Telemundo "Yo me llamo".
Su preparación como actriz le permitió desempeñar roles en varias películas, obras de teatro y telenovelas, entre las que destaca Siempre te amaré, bajo la producción de Juan Osorio.
En 2018, forma parte del concurso de belleza Mexicana Universal como juez junto con el diseñador de modas David Salomón, Rebecca de Alba y Lupita Jones, con el ingreso a las filas de TV Azteca de parte de Alberto Ciurana, director de contenidos de Azteca Uno.
En 2019 entró al programa matutino Venga la alegría de TV Azteca, para ser conductora titular, ya que originalmente sólo conducía su sección "Las cosas como son" dentro del programa de las mañanas, el cual deja a inicio de 2022.
En TV Azteca le dan la oportunidad de conducir nuevos proyectos los cuales fueron El poder del amor en 2019, Enamorándonos en 2020,(en sustitución de Carmen Muñoz) y posteriormente "La Pareja ideal: el amor a prueba" en 2021, los cuales fueron cancelados por diversos motivos.
A inicios de 2022 se convierte en presentadora del programa de producción turca en español El poder del amor 2, en su versión latinoamericana para su segunda edición, el 5 de diciembre entra al programa matutino en Hoy día de regreso a Telemundo, junto con Adamari López, Andrea Meza y Lisette 'Chiky Bombom' Eduardo.